# Collegio di Eastbourne
Eastbourne è un collegio elettorale inglese situato nell'East Sussex rappresentato alla Camera dei comuni del parlamento del Regno Unito. Elegge un membro del parlamento con il sistema maggioritario a turno unico; l'attuale parlamentare è Josh Babarinde dei Liberal Democratici, che rappresenta il collegio dal 2024.

## Estensione

Eastbourne dal 2010 al 2024

Il collegio fu creato con il Redistribution of Seats Act 1885; il suo territorio era stato in precedenza all'interno del collegio di East Sussex, che a sua volta era stato creato con il Reform Act 1832, come divisione del collegio di Sussex, fondato nel Medioevo e che eleggeva due deputati.
- 1885–1918: le Corporate Town di Pevensey e Seaford, le divisioni sessionali di Hailsham e Uckfield (eccetto le parrocchie di East Hoathly e Waldron), e parte della divisione sessionale di Lewes.
- 1918–1950: il Borough di Eastbourne, il distretto rurale di Eastbourne, e le parrocchie del distretto rurale di Hailsham di Arlington, Chalvington, Chiddingly, Hailsham, Hellingly, Laughton e Ripe.
- 1950–1955: il Borough di Eastbourne, il borough municipale di Bexhill, e nel distretto rurale di Hailsham le parrocchie di Eastdean, Friston, Hooe, Jevington, Ninfield, Pevensey, Polegate, Wartling, Westham e Willingdon.
- 1955–1974: il Borough di Eastbourne, e parte del distretto rurale di Hailsham.
- 1974–1983: il Borough di Eastbourne, e nel distretto rurale di Hailsham le parrocchie di Eastdean, Friston, Jevington, Pevensey, Polegate, Westdean, Westham e Willingdon.
- 1983–1997: il borough di Eastbourne, e i ward del distretto di Wealden di Polegate North, Polegate South e Willingdon.
- 1997–2010: come sopra, ma con East Dean al posto di Polegate.
- 2010–2024: come sopra, meno East Dean.
- dal 2024: come sopra, senza Willingdon; rimangono pertanto tutti i ward di Eastbourne (Devonshire, Hampden Park, Langney, Meads, Old Town, Ratton, Sovereign, St. Anthony's e Upperton).

## Membri del parlamento
| Elezione | Elezione            | Deputato        | Partito             |
| -------- | ------------------- | --------------- | ------------------- |
|          | 1885                | Edward Field    | Conservatore        |
| 1900     | Lindsay Hogg        |                 | Conservatore        |
|          | 1906                | Hubert Beaumont | Liberale            |
|          | Gen 1910            | Rupert Gwynne   | Conservatore        |
| 1924     | George Lloyd        |                 | Conservatore        |
| 1925 (S) | Sir William Hall    |                 | Conservatore        |
| 1929     | Edward Marjoribanks |                 | Conservatore        |
| 1932 (S) | John Slater         |                 | Conservatore        |
| 1935     | Charles Taylor      |                 | Conservatore        |
| Feb 1974 | Ian Gow             |                 | Conservatore        |
|          | 1990 (S)            | David Bellotti  | Liberal Democratici |
|          | 1992                | Nigel Waterson  | Conservatore        |
|          | 2010                | Stephen Lloyd   | Liberal Democratici |
|          | 2015                | Caroline Ansell | Conservatore        |
|          | 2017                | Stephen Lloyd   | Liberal Democratici |
|          | 2018                | Stephen Lloyd   | Indipendente        |
|          | 2019                | Stephen Lloyd   | Liberal Democratici |
|          | 2019                | Caroline Ansell | Conservatore        |
|          | 2024                | Josh Babarinde  | Liberal Democratici |

## Elezioni

### Elezioni negli anni 2020
| Partito                    | Partito                                         | Candidato                  | Risultati 4 luglio 2024 | Risultati 4 luglio 2024 |
| Partito                    | Partito                                         | Candidato                  | Voti                    | %                       |
| -------------------------- | ----------------------------------------------- | -------------------------- | ----------------------- | ----------------------- |
|                            | Lib Dem                                         | Josh Babarinde             | 23 742                  | 52,06                   |
|                            | Conservatore                                    | Caroline Ansell            | 11 538                  | 25,30                   |
|                            | Reform UK                                       | Mark Ashdown               | 6 061                   | 13,29                   |
|                            | Laburista                                       | Paul Richards              | 2 689                   | 5,90                    |
|                            | Verdi                                           | Mike Munson                | 1 424                   | 3,12                    |
|                            | UKIP                                            | Ian Garbutt                | 154                     | 0,34                    |
|                            |                                                 |                            |                         |                         |
| Iscritti                   | Iscritti                                        | Iscritti                   | 72 592                  | 100,00                  |
| ↳ Votanti (% su iscritti)  | ↳ Votanti (% su iscritti)                       | ↳ Votanti (% su iscritti)  | 45 608                  | 62,83                   |
| ↳ Astenuti (% su iscritti) | ↳ Astenuti (% su iscritti)                      | ↳ Astenuti (% su iscritti) | 26 984                  | 37,17                   |
|                            |                                                 |                            |                         |                         |
|                            | Esito: collegio passa da Conservatore a Lib Dem |                            |                         |                         |

### Elezioni negli anni 2010
| Partito                    | Partito                                         | Candidato                  | Risultati 12 dicembre 2019 | Risultati 12 dicembre 2019 |
| Partito                    | Partito                                         | Candidato                  | Voti                       | %                          |
| -------------------------- | ----------------------------------------------- | -------------------------- | -------------------------- | -------------------------- |
|                            | Conservatore                                    | Caroline Ansell            | 26 951                     | 48,88                      |
|                            | Lib Dem                                         | Stephen Lloyd              | 22 620                     | 41,03                      |
|                            | Laburista                                       | Jake Lambert               | 3 848                      | 6,98                       |
|                            | Brexit                                          | Stephen Gander             | 1 530                      | 2,78                       |
|                            | Indipendente                                    | Ken Pollock                | 185                        | 0,34                       |
|                            |                                                 |                            |                            |                            |
| Iscritti                   | Iscritti                                        | Iscritti                   | 79 307                     | 100,00                     |
| ↳ Votanti (% su iscritti)  | ↳ Votanti (% su iscritti)                       | ↳ Votanti (% su iscritti)  | 55 134                     | 69,52                      |
| ↳ Astenuti (% su iscritti) | ↳ Astenuti (% su iscritti)                      | ↳ Astenuti (% su iscritti) | 24 173                     | 30,48                      |
|                            |                                                 |                            |                            |                            |
|                            | Esito: collegio passa da Lib Dem a Conservatore |                            |                            |                            |

| Partito                    | Partito                                         | Candidato                  | Risultati 8 giugno 2017 | Risultati 8 giugno 2017 |
| Partito                    | Partito                                         | Candidato                  | Voti                    | %                       |
| -------------------------- | ----------------------------------------------- | -------------------------- | ----------------------- | ----------------------- |
|                            | Lib Dem                                         | Stephen Lloyd              | 26 924                  | 46,89                   |
|                            | Conservatore                                    | Caroline Ansell            | 25 315                  | 44,09                   |
|                            | Laburista                                       | Jake Lambert               | 4 671                   | 8,13                    |
|                            | Verdi                                           | Alex Hough                 | 510                     | 0,89                    |
|                            |                                                 |                            |                         |                         |
| Iscritti                   | Iscritti                                        | Iscritti                   | 78 765                  | 100,00                  |
| ↳ Votanti (% su iscritti)  | ↳ Votanti (% su iscritti)                       | ↳ Votanti (% su iscritti)  | 57 420                  | 72,90                   |
| ↳ Astenuti (% su iscritti) | ↳ Astenuti (% su iscritti)                      | ↳ Astenuti (% su iscritti) | 21 345                  | 27,10                   |
|                            |                                                 |                            |                         |                         |
|                            | Esito: collegio passa da Conservatore a Lib Dem |                            |                         |                         |

| Partito                    | Partito                                         | Candidato                  | Risultati 7 maggio 2015 | Risultati 7 maggio 2015 |
| Partito                    | Partito                                         | Candidato                  | Voti                    | %                       |
| -------------------------- | ----------------------------------------------- | -------------------------- | ----------------------- | ----------------------- |
|                            | Conservatore                                    | Caroline Ansell            | 20 934                  | 39,57                   |
|                            | Lib Dem                                         | Stephen Lloyd              | 20 201                  | 38,18                   |
|                            | UKIP                                            | Nigel Jones                | 6 139                   | 11,60                   |
|                            | Laburista                                       | Jake Lambert               | 4 143                   | 7,83                    |
|                            | Verdi                                           | Andrew Durling             | 1 351                   | 2,55                    |
|                            | Indipendente                                    | Paul Howard                | 139                     | 0,26                    |
|                            |                                                 |                            |                         |                         |
| Iscritti                   | Iscritti                                        | Iscritti                   | 78 264                  | 100,00                  |
| ↳ Votanti (% su iscritti)  | ↳ Votanti (% su iscritti)                       | ↳ Votanti (% su iscritti)  | 52 907                  | 67,60                   |
| ↳ Astenuti (% su iscritti) | ↳ Astenuti (% su iscritti)                      | ↳ Astenuti (% su iscritti) | 25 357                  | 32,40                   |
|                            |                                                 |                            |                         |                         |
|                            | Esito: collegio passa da Lib Dem a Conservatore |                            |                         |                         |

| Partito                    | Partito                                         | Candidato                  | Risultati 6 maggio 2010 | Risultati 6 maggio 2010 |
| Partito                    | Partito                                         | Candidato                  | Voti                    | %                       |
| -------------------------- | ----------------------------------------------- | -------------------------- | ----------------------- | ----------------------- |
|                            | Lib Dem                                         | Stephen Lloyd              | 24 658                  | 47,31                   |
|                            | Conservatore                                    | Nigel Waterson             | 21 223                  | 40,72                   |
|                            | Laburista                                       | Dave Brinson               | 2 497                   | 4,79                    |
|                            | Indipendente                                    | Stephen Shing              | 1 327                   | 2,55                    |
|                            | UKIP                                            | Roger Needham              | 1 305                   | 2,50                    |
|                            | BNP                                             | Colin Poulter              | 939                     | 1,80                    |
|                            | Indipendente                                    | Michael Baldry             | 101                     | 0,19                    |
|                            | Indipendente                                    | Keith Gell                 | 74                      | 0,14                    |
|                            |                                                 |                            |                         |                         |
| Iscritti                   | Iscritti                                        | Iscritti                   | 77 797                  | 100,00                  |
| ↳ Votanti (% su iscritti)  | ↳ Votanti (% su iscritti)                       | ↳ Votanti (% su iscritti)  | 52 124                  | 67,00                   |
| ↳ Astenuti (% su iscritti) | ↳ Astenuti (% su iscritti)                      | ↳ Astenuti (% su iscritti) | 25 673                  | 33,00                   |
|                            |                                                 |                            |                         |                         |
|                            | Esito: collegio passa da Conservatore a Lib Dem |                            |                         |                         |

### Elezioni negli anni 2000
| Partito                    | Partito                                   | Candidato                  | Risultati 5 maggio 2005 | Risultati 5 maggio 2005 |
| Partito                    | Partito                                   | Candidato                  | Voti                    | %                       |
| -------------------------- | ----------------------------------------- | -------------------------- | ----------------------- | ----------------------- |
|                            | Conservatore                              | Nigel Waterson             | 21 033                  | 43,46                   |
|                            | Lib Dem                                   | Stephen Lloyd              | 19 909                  | 41,14                   |
|                            | Laburista                                 | Andrew Jones               | 5 268                   | 10,89                   |
|                            | UKIP                                      | Andrew Meggs               | 1 233                   | 2,55                    |
|                            | Verdi                                     | Clive Gross                | 949                     | 1,96                    |
|                            |                                           |                            |                         |                         |
| Iscritti                   | Iscritti                                  | Iscritti                   | 74 679                  | 100,00                  |
| ↳ Votanti (% su iscritti)  | ↳ Votanti (% su iscritti)                 | ↳ Votanti (% su iscritti)  | 48 392                  | 64,80                   |
| ↳ Astenuti (% su iscritti) | ↳ Astenuti (% su iscritti)                | ↳ Astenuti (% su iscritti) | 26 287                  | 35,20                   |
|                            |                                           |                            |                         |                         |
|                            | Esito: collegio confermato a Conservatore |                            |                         |                         |

| Partito                    | Partito                                   | Candidato                  | Risultati 7 giugno 2001 | Risultati 7 giugno 2001 |
| Partito                    | Partito                                   | Candidato                  | Voti                    | %                       |
| -------------------------- | ----------------------------------------- | -------------------------- | ----------------------- | ----------------------- |
|                            | Conservatore                              | Nigel Waterson             | 19 738                  | 44,09                   |
|                            | Lib Dem                                   | Chris Berry                | 17 584                  | 39,28                   |
|                            | Laburista                                 | Gillian Roles              | 5 967                   | 13,33                   |
|                            | UKIP                                      | Barry Jones                | 907                     | 2,03                    |
|                            | Liberale                                  | Theresia Williamson        | 574                     | 1,28                    |
|                            |                                           |                            |                         |                         |
| Iscritti                   | Iscritti                                  | Iscritti                   | 75 117                  | 100,00                  |
| ↳ Votanti (% su iscritti)  | ↳ Votanti (% su iscritti)                 | ↳ Votanti (% su iscritti)  | 44 770                  | 59,60                   |
| ↳ Astenuti (% su iscritti) | ↳ Astenuti (% su iscritti)                | ↳ Astenuti (% su iscritti) | 30 347                  | 40,40                   |
|                            |                                           |                            |                         |                         |
|                            | Esito: collegio confermato a Conservatore |                            |                         |                         |

## Risultati dei referendum

### Referendum sulla permanenza del Regno Unito nell'Unione europea del 2016
|             | Collegio   | Lasciare UE % | Rimanere in UE % |
| ----------- | ---------- | ------------- | ---------------- |
|             | Eastbourne | 57,6%         | 42,4%            |
| Inghilterra | 53,3%      | 46,7%         |                  |
| Regno Unito | 51,9%      | 48,1%         |                  |